# Knautia pectinata
Knautia pectinata är en tvåhjärtbladig växtart som beskrevs av Friedrich Ehrendorfer. Knautia pectinata ingår i släktet åkerväddar, och familjen Dipsacaceae. Inga underarter finns listade i Catalogue of Life.